# Colville Young
Sir Colville Norbert Young (n. 20 noiembrie 1932 - ) a fost Guvernatorul General al Belizelor (1993-2021). De asemenea, este scriitor și muzician.